# Resolute (yacht)
Pour les articles homonymes, voir Resolute.
Le yacht Resolute était, lors de la coupe de l'America 1920, le defender américain opposé au challenger britannique Shamrock IV.

## Construction

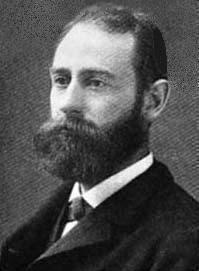
L'architecte naval Nathanael Herreshoff

Les plans du Resolute ont été dessinés par l’architecte américain Nathanael Herreshoff en 1914. La construction a été réalisée par les chantiers Nathanael Herreshoff Company. Il est le dernier des cinq voiliers victorieux dessinés par Herreshoff pour la Coupe de l'America.

## Carrière
Le Resolute est lancé le 25 avril 1914. Il bat un record de vitesse en parcourant 30 miles en 3 h 16 min 41 s. Il remporte les régates de qualification contre le Vanitie et le Defiance. L'épreuve est par la suite reportée à la suite du déclenchement de la Première Guerre mondiale. En 1920, skippé par Charles Francis Adams III, il bat trois manches à deux le challenger britannique Shamrock IV, après avoir perdu les deux premières manches, .
Après avoir été vendu, il est transformé en goélette en 1926. Il sert de partenaire d'entraînement aux voiliers pour la préparation de la Coupe de l'America 1930.
Il est fortement endommagé par un ouragan en 1938 et est finalement démoli en 1939.